# Jana Jablonovská
Jana Jablonovská (* 3. Februar 1996) ist eine ehemalige slowakische Tennisspielerin.

## Karriere
Jablonovská begann im Alter von sechs Jahren das Tennisspielen und bevorzugte Hartplätze. Sie spielte vor allem Turniere der ITF Women’s World Tennis Tour, wo sie neun Turniere im Doppel gewann.
Ihr letztes internationales Turnier spielte Jablonovská im Dezember 2020. Sie wird daher nicht mehr in der Weltrangliste geführt.

## Turniersiege

### Doppel
| Nr. | Datum              | Turnier             | Kategorie   | Belag             | Partnerin         | Finalgegnerinnen                       | Ergebnis          |
| --- | ------------------ | ------------------- | ----------- | ----------------- | ----------------- | -------------------------------------- | ----------------- |
| 1.  | 13. September 2014 | Prag                | ITF $10.000 | Sand              | Vendula Žovincová | Lucie Prochazková Kristyna Roucková    | 6:0, 7:60         |
| 2.  | 19. September 2014 | Hluboká nad Vltavou | ITF $10.000 | Sand              | Karolína Muchová  | Veronika Kolářová Petra Krejsová       | 7:62, 7:5         |
| 3.  | 17. Juni 2016      | Přerov              | ITF $10.000 | Sand              | Vendula Žovincová | Kristýna Hrabalová Nikola Tomanová     | 6:2, 7:64         |
| 4.  | 2. September 2017  | Říčany              | ITF $15.000 | Sand              | Natália Vajdová   | Karolína Beránková Veronika Vlkovská   | 6:1, 6:3          |
| 5.  | 29. September 2017 | Brünn               | ITF $15.000 | Sand              | Natália Vajdová   | Aneta Kučmová Vendula Žovincová        | 6:4, 6:4          |
| 6.  | 2. Dezember 2017   | Milovice            | ITF $15.000 | Hartplatz (Halle) | Lena Rüffer       | Maryna Kolb Nadija Kolb                | 6:1, 6:3          |
| 7.  | 15. Juni 2018      | Přerov              | ITF $15.000 | Sand              | Lenka Juríková    | Karolína Kubáňová Laetitia Pulchartová | 2:6, 6:1, [10:6]  |
| 8.  | 20. Juli 2018      | Wien                | ITF $15.000 | Sand              | Lenka Juríková    | Sabina Machalová Veronika Vlkovská     | 1:6, 6:3, [10:4]  |
| 9.  | 7. Dezember 2019   | Jablonec nad Nisou  | ITF $15.000 | Teppich (Halle)   | Nikola Tomanová   | Ange Oby Kajuru Elena Malygina         | 7:64, 5:7, [10:4] |